# Zaragoza (Kolumbien)
Zaragoza ist eine Gemeinde (municipio) im Departamento Antioquia in Kolumbien.

## Geographie
Zaragoza liegt im Norden von Antioquia in der Subregion Bajo Cauca auf einer Höhe von ungefähr 50 m ü. NN und hat eine Durchschnittstemperatur von 26 bis 29 °C. Sie liegt etwa 209 Kilometer von Medellín entfernt am Río Nechí. An die Gemeinde grenzen im Norden Caucasia, im Westen Cáceres, im Osten El Bagre und im Süden Segovia und Anorí.

## Bevölkerung
Die Gemeinde Zaragoza hat 26.510 Einwohner, von denen 13.015 im städtischen Teil (cabecera municipal) der Gemeinde leben (Stand: 2022).

## Geschichte
Zaragoza wurde am 14. September 1581 von Gaspar de Rodas gegründet und war zunächst ein Mittelpunkt der Goldgewinnung in der Region. Das spanische Königshaus sandte eine Christusfigur aus Holz nach Zaragoza, die noch heute verehrt wird. Zaragoza war zeitweise Hauptstadt der damaligen Provinz und es gab eine historische Rivalität zu Santa Fe de Antioquia.

## Wirtschaft
Die wichtigsten Wirtschaftszweige von Zaragoza sind Gold- und Silberabbau, Rinderproduktion, Holzwirtschaft sowie der Anbau von Mais und Maniok.

## Söhne und Töchter der Stadt
- Óscar Figueroa (* 1983), Gewichtheber